# Astiphromma pictum
Astiphromma pictum är en stekelart som först beskrevs av Carl Gustav Alexander Brischke 1880.  Astiphromma pictum ingår i släktet Astiphromma och familjen brokparasitsteklar. Arten är reproducerande i Sverige. Inga underarter finns listade.